# WCW/nWo Revenge
WCW/nWo Revenge è un videogioco di wrestling del 1998 sviluppato da Asmik Ace Entertainment e AKI Corporation e pubblicato da THQ, basato sull'omonimo show casalingo della World Championship Wrestling, e sulla sua stable del New World Order.
Si tratta del sequel di WCW vs. nWo: World Tour del 1997. Il gioco riscosse un grande successo commerciale e di critica. Secondo un articolo del 1999 di IGN, Revenge fu il videogioco di wrestling più venduto su console N64.
Revenge fu l'ultimo videogioco WCW sviluppato dalla AKI per Nintendo 64. Il successivo videogame di wrestling della AKI, WWF WrestleMania 2000, fu su licenza della World Wrestling Federation.

## Modalità di gioco
Esibizione 1 contro 1, Tag Team, Cage Match, Battle Royal, match per il titolo.

## Roster
Il roster di WCW/nWo Revenge è composto da una grande varietà di wrestler (veri e fittizi), suddivisi in diverse fazioni.
| WCW | nWo WHITE | nWo RED                                                            | The Flock                                                       | EWF                                                                            | DAW                                                                     | Manager (NPC)                                                                                   |
| --- | --- | ------------------------------------------------------------------ | --------------------------------------------------------------- | ------------------------------------------------------------------------------ | ----------------------------------------------------------------------- | ----------------------------------------------------------------------------------------------- |
| - Roddy Piper - DDP - Goldberg - Bret Hart - Chris Benoit - Rick Steiner - Fit Finley - Booker T - Saturn - Disco Inferno - Jim Neidhart - British Bulldog - Glacier - Meng - Van Hammer - Kanyon - Yugi Nagata - Larry Zbysko - Barbarian - La Parka - Stevie Ray - Chris Jericho - Eddie Guerrero - Psychosis - Rey Misterio Jr. - Dean Malenko - Juventud Guerrera - Ultimo Dragon - Chavo Guerrero Jr. - Alex Wright | - Hollywood Hogan - The Giant - Brian Adams - Scott Hall - Scott Norton - Buff Bagwell - Eric Bischoff - Scott Steiner - Curt Henning | - Kevin Nash - Sting - Lex Luger - Macho Man Randy Savage - Konnan | - Raven - Lodi - Scotty Riggs - Sick Boy - Reese - Billy Kidman | - AKI Man / THQ Man - Shogun - Executioner - Dr. Frank - Jekel - Maya Inca Boy | - Hawk Hana - Kim Chee - Dake Ken - Brickowski - Ming Chee - Han Zo Man | - Jimmy Hart - Kimberly Page - Miss Elizabeth - Vincent - Rick Rude - Dusty Rhodes - Sonny Onoo |